# Вілфред Баума
Вілфред Баума (нід. Wilfred Bouma, нар. 15 червня 1978, Гелмонд) — нідерландський футболіст, захисник.

## Клубна кар'єра
У дорослому футболі дебютував 1994 року виступами за команду клубу ПСВ, в якій провів два сезони, взявши участь лише у 6 матчах чемпіонату.
Згодом з 1996 по 1999 рік грав на умовах оренди у складі команд клубів МВВ та «Фортуна» (Сіттард).
Своєю грою за останню команду знову привернув увагу представників тренерського штабу клубу ПСВ, до складу якого повернувся 1999 року. Цього разу відіграв за команду з Ейндговена наступні шість сезонів своєї ігрової кар'єри. Більшість часу, проведеного у складі ПСВ, був основним гравцем захисту команди.
2005 року уклав контракт з англійським клубом «Астон Вілла», у складі якого провів наступні п'ять років своєї кар'єри гравця.
До складу клубу ПСВ повернувся 2010 року. 

## Виступи за збірну
2000 року дебютував в офіційних матчах у складі національної збірної Нідерландів. Провів у формі головної команди країни 35 матчів, забивши 2 голи.
У складі збірної був учасником чемпіонату Європи 2004 року у Португалії, чемпіонату Європи 2008 року в Австрії та Швейцарії.
| Дата       | Місто     | Господарі          | Результат             | Гості             | Турнір                | Голи | Примітки |
| ---------- | --------- | ------------------ | --------------------- | ----------------- | --------------------- | ---- | -------- |
| 02/09/2000 | Амстердам | Нідерланди         | 2 – 2                 | Ірландія          | Відбір до ЧС 2002     | -    |          |
| 07/10/2000 | Нікосія   | Кіпр               | 0 – 4                 | Нідерланди        | Відбір до ЧС 2002     | -    |          |
| 11/10/2000 | Амстердам | Нідерланди         | 0 – 2                 | Португалія        | Відбір до ЧС 2002     | -    |          |
| 24/03/2001 | Барселона | Андорра            | 0 – 5                 | Нідерланди        | Відбір до ЧС 2002     | -    |          |
| 16/10/2002 | Відень    | Австрія            | 0 – 3                 | Нідерланди        | Відбір до ЧЄ 2004     | -    |          |
| 21/08/2002 | Осло      | Норвегія           | 0 – 1                 | Нідерланди        | товариський матч      | -    |          |
| 19/11/2003 | Амстердам | Нідерланди         | 6 – 0                 | Шотландія         | Відбір до ЧЄ 2004     | -    |          |
| 18/02/2004 | Амстердам | Нідерланди         | 1 – 0                 | США               | товариський матч      | -    |          |
| 28/04/2004 | Ейндговен | Нідерланди         | 4 – 0                 | Греція            | товариський матч      | -    |          |
| 29/05/2004 | Ейндговен | Нідерланди         | 0 – 1                 | Бельгія           | товариський матч      | -    |          |
| 01/06/2004 | Лозанна   | Нідерланди         | 3 – 0                 | Фарерські острови | товариський матч      | -    |          |
| 05/06/2004 | Амстердам | Нідерланди         | 0 – 1                 | Ірландія          | товариський матч      | -    |          |
| 15/06/2004 | Порту     | Німеччина          | 1 – 1                 | Нідерланди        | ЧЄ 2004 - 1-й етап    | -    |          |
| 19/06/2004 | Авейру    | Нідерланди         | 2 – 3                 | Чехія             | ЧЄ 2004 - 1-й етап    | 1    |          |
| 26/06/2004 | Фару      | Нідерланди         | 0 – 0 д.ч. (4-5 п.п.) | Швеція            | ЧЄ 2004 - чвертьфінал | -    |          |
| 30/06/2004 | Лісабон   | Португалія         | 2 – 1                 | Нідерланди        | ЧЄ 2004 - півфінал    | -    |          |
| 03/09/2004 | Утрехт    | Нідерланди         | 3 – 0                 | Ліхтенштейн       | товариський матч      | -    |          |
| 09/10/2004 | Скоп'є    | Північна Македонія | 2 – 2                 | Нідерланди        | Відбір до ЧС 2006     | 1    |          |
| 30/03/2005 | Ейндговен | Нідерланди         | 2 – 0                 | Вірменія          | Відбір до ЧС 2006     | -    |          |
| 17/08/2005 | Роттердам | Нідерланди         | 2 – 2                 | Німеччина         | товариський матч      | -    |          |
| 07/02/2007 | Амстердам | Нідерланди         | 4 – 1                 | Росія             | товариський матч      | -    |          |
| 24/03/2007 | Роттердам | Нідерланди         | 1 – 1                 | Румунія           | Відбір до ЧЄ 2008     | -    |          |
| 28/03/2007 | Любляна   | Словенія           | 0 – 1                 | Нідерланди        | Відбір до ЧЄ 2008     | -    |          |
| 02/06/2007 | Сеул      | Південна Корея     | 0 – 2                 | Нідерланди        | товариський матч      | -    |          |
| 22/08/2007 | Женева    | Швейцарія          | 2 – 1                 | Нідерланди        | товариський матч      | -    |          |
| 08/09/2007 | Амстердам | Нідерланди         | 2 – 0                 | Болгарія          | Відбір до ЧЄ 2008     | -    |          |
| 12/09/2007 | Тирана    | Албанія            | 0 – 1                 | Нідерланди        | Відбір до ЧЄ 2008     | -    |          |
| 13/10/2007 | Констанца | Румунія            | 1 – 0                 | Нідерланди        | Відбір до ЧЄ 2008     | -    |          |
| 17/10/2007 | Роттердам | Нідерланди         | 2 – 0                 | Словенія          | Відбір до ЧЄ 2008     | -    |          |
| 17/11/2007 | Ейндговен | Нідерланди         | 1 – 0                 | Люксембург        | Відбір до ЧЄ 2008     | -    |          |
| 21/11/2007 | Мінськ    | Білорусь           | 2 – 1                 | Нідерланди        | Відбір до ЧЄ 2008     | -    |          |
| 26/03/2008 | Відень    | Австрія            | 3 – 4                 | Нідерланди        | товариський матч      | -    |          |
| 24/05/2008 | Роттердам | Нідерланди         | 3 – 0                 | Україна           | товариський матч      | -    |          |
| 13/06/2008 | Берн      | Нідерланди         | 4 – 1                 | Франція           | ЧЄ 2008 - 1-й етап    | -    |          |
| 17/06/2008 | Берн      | Нідерланди         | 2 – 0                 | Румунія           | ЧЄ 2008 - 1-й етап    | -    |          |
| Усього     |           | Матчів             | 35                    |                   | Голів                 | 2    |          |

## Титули і досягнення
- Чемпіон Нідерландів (4):

ПСВ: 1999-2000, 2000-01, 2002-03, 2004-05
- Володар Кубка Нідерландів (3):

ПСВ:  1995–96, 2004–05, 2011–12
- Володар Суперкубка Нідерландів (5):

ПСВ:  1996, 2000, 2001, 2003, 2012